# Agnieszka Pękala-Safińska
Agnieszka Pękala-Safińska – polska lekarka weterynarii, doktor habilitowany nauk weterynaryjnych, profesor na Uniwersytecie Przyrodniczym w Poznaniu.

## Kariera naukowa
W 2000 na Akademii Rolniczej w Lublinie uzyskała tytuł lekarza weterynarii. W tym samym roku została zatrudniona w Państwowym Instytucie Weterynaryjnym – Państwowym Instytucie Badawczym, gdzie w 2009 roku uzyskała stopień doktora nauk weterynaryjnych na podstawie rozprawy pt. Charakterystyka fenotypowa i genotypowa krajowych izolatów Yersinia ruckeri w aspekcie ich patogenności dla ryb, której promotorem był Jerzy Antychowicz. W 2019 roku ten sam instytut nadał jej stopień doktora habilitowanego nauk weterynaryjnych na podstawie pracy pt. Infekcje bakteryjne ryb słodkowodnych – nowe zagrożenia. Od 2021 roku pracuje również w Uniwersytecie Przyrodniczym w Poznaniu.
8 grudnia 2021 roku otrzymała nagrodę Ministra Rolnictwa i Rozwoju Wsi Roberta Telusa „w uznaniu wybitnych osiągnięć we wdrażaniu wyników badań naukowych do praktyki rolniczej”.